# Forêt de Mervent-Vouvant
La forêt de Mervent-Vouvant ou le massif forestier de Mervent-Vouvant est une forêt située dans le département de la Vendée, en région Pays de la Loire. Avec une superficie de 5 518 hectares, c'est le plus grand massif forestier de Vendée.
Une forêt domaniale (forêt domaniale de Mervent-Vouvant) d'une superficie de 2 530 hectares est intégrée à ce massif forestier.

## Géographie
Le massif boisé se situe sur un sol vallonné, avec la présence de vallées, vallons, escarpements et versants pentus. Les vallées encaissées et sinueuses sont aujourd'hui occupées par les retenues de Pierre Brune et de Mervent.
La forêt de Mervent-Vouvant s'étend sur 9 communes : Mervent, Vouvant, Pissotte, Bourneau, L'Orbrie, Foussais-Payré, Saint-Michel-le-Cloucq, Saint-Hilaire-des-Loges et Xanton-Chassenon.

### Hydrographie

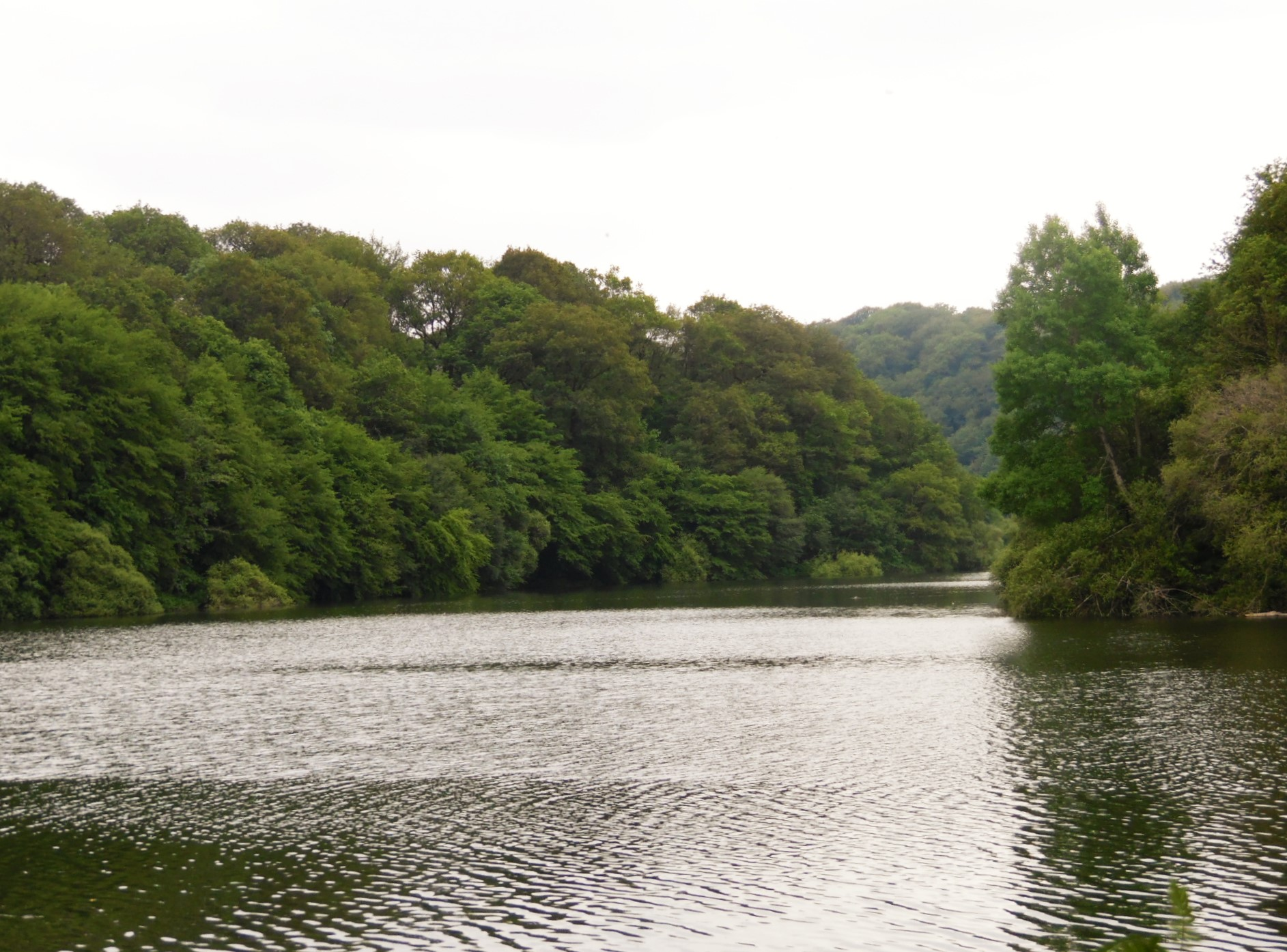
La Mère, au cœur de la forêt.

La forêt de Mervent-Vouvant est traversée par une multitude de ruisseaux, et deux rivières (la Mère au nord, et la Vendée au sud) qui se rejoignent sur la commune de Mervent. Trois barrages sont construits sur ces deux rivières, ce qui couvre environ 10 % du périmètre.

## Toponymie
Le nom de la forêt de Vouvant est attesté sous les formes suivantes au XIe siècle (1059) : Volventis silva et Vulventis silva.

## Histoire
Après avoir pris le nom de Forêt royale de Vouvant, puis Forêt impériale de Vouvant, c'est en 1965, à la suite de la création de l'Office national des forêts, que le massif forestier prend le nom actuel de Massif forestier de Mervent-Vouvant.

## Forêt domaniale
Propriété de la seigneurie de Vouvant depuis le XIe siècle, puis de la Couronne de France dès 1694, les 2 530 hectares de la forêt de Mervent-Vouvant sont devenus domaine national lors de la Révolution française.
La forêt domaniale de Mervent-Vouvant s'étend sur cinq communes (Mervent, Vouvant, Pissotte, Bourneau et L'Orbrie), et est entourée de bois privés sur les communes de Foussais-Payré et Saint-Michel-le-Cloucq. L'essentiel de la forêt se situe entre la commune de Pissotte au sud, et de Vouvant au nord.
C'est l'Office National des Forêts qui gère cette partie du massif forestier. Il y exerce trois missions qui sont la production de bois, l'accueil du public, et la protection des milieux.

## Forêt privée
Le reste du massif forestier, soit plus de 2 500 hectares, est géré par les propriétaires et le centre Régional de la Propriété Forestière.

## Faune et flore
Le massif forestier de Mervent-Vouvant abrite une variété d'espèces végétales typiques des forêts de la région. L'essence la plus présente est le chêne sessile, qui y trouve des conditions idéales de développement. Celui-ci peut atteindre 35 mètres de hauteur à 200 ans. Il côtoie, selon les terrains, des hêtres, charmes, châtaigniers, noisetiers, bouleaux, merisiers, néfliers, ou encore des cormiers. Et parmi les arbustes et herbacés on peut citer : anémones Sylvie, ail des ours, jacinthes des bois, etc.

Liste non exhaustive d'espèces végétales observées en forêt de Mervent-Vouvant
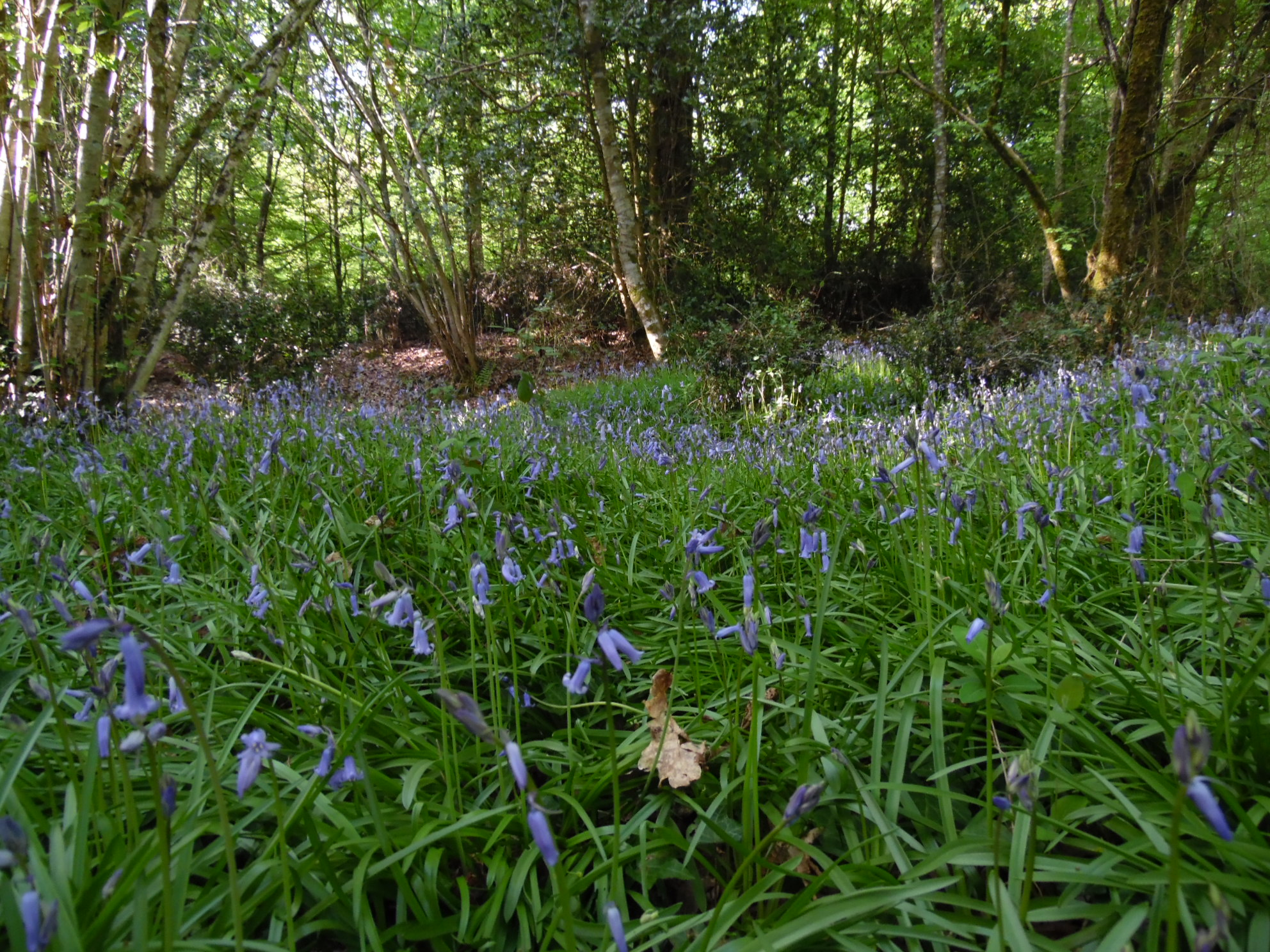
Prairie de jacinthes des bois, sous charmaie-chênaie
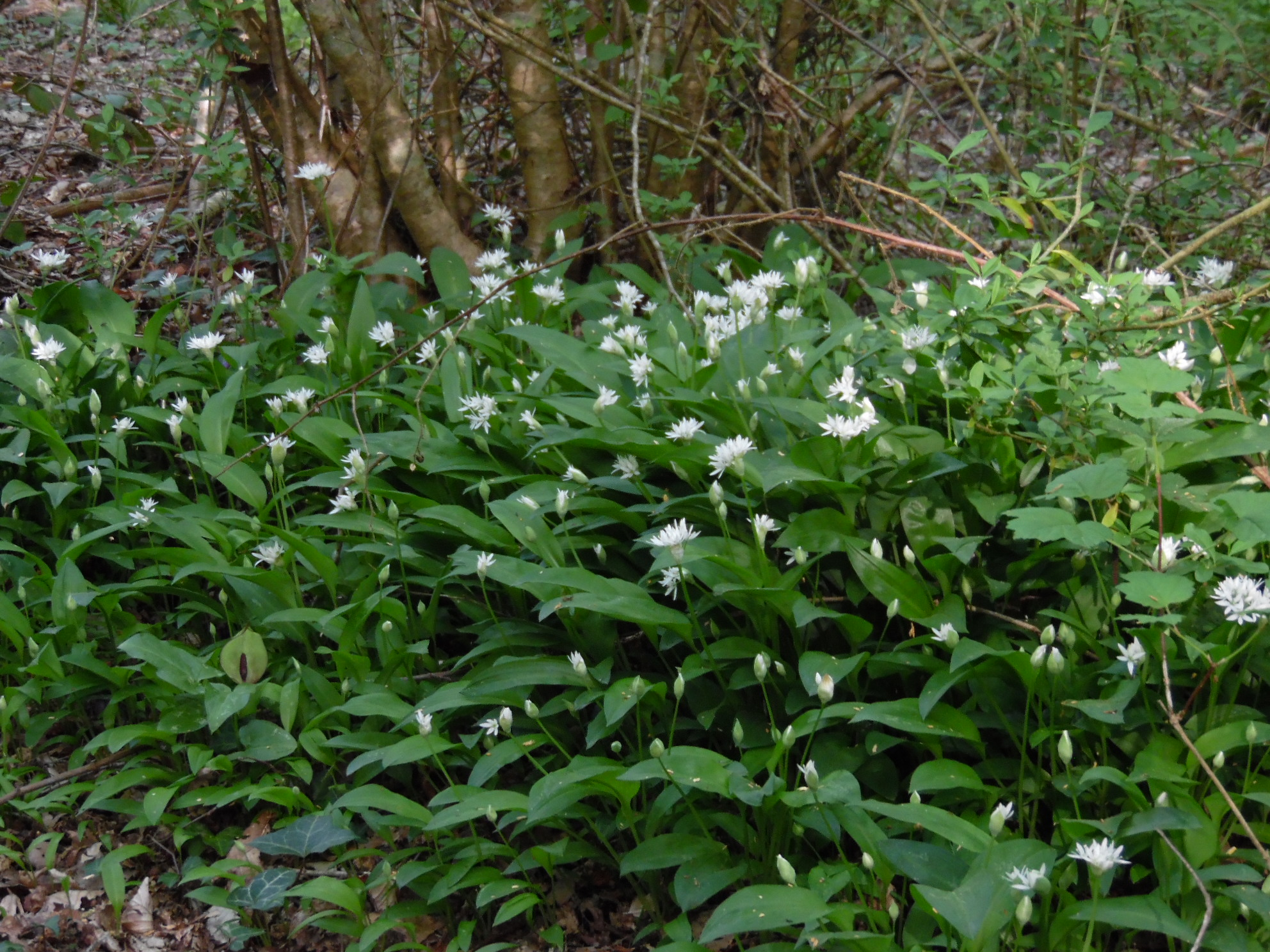
Ail des ours
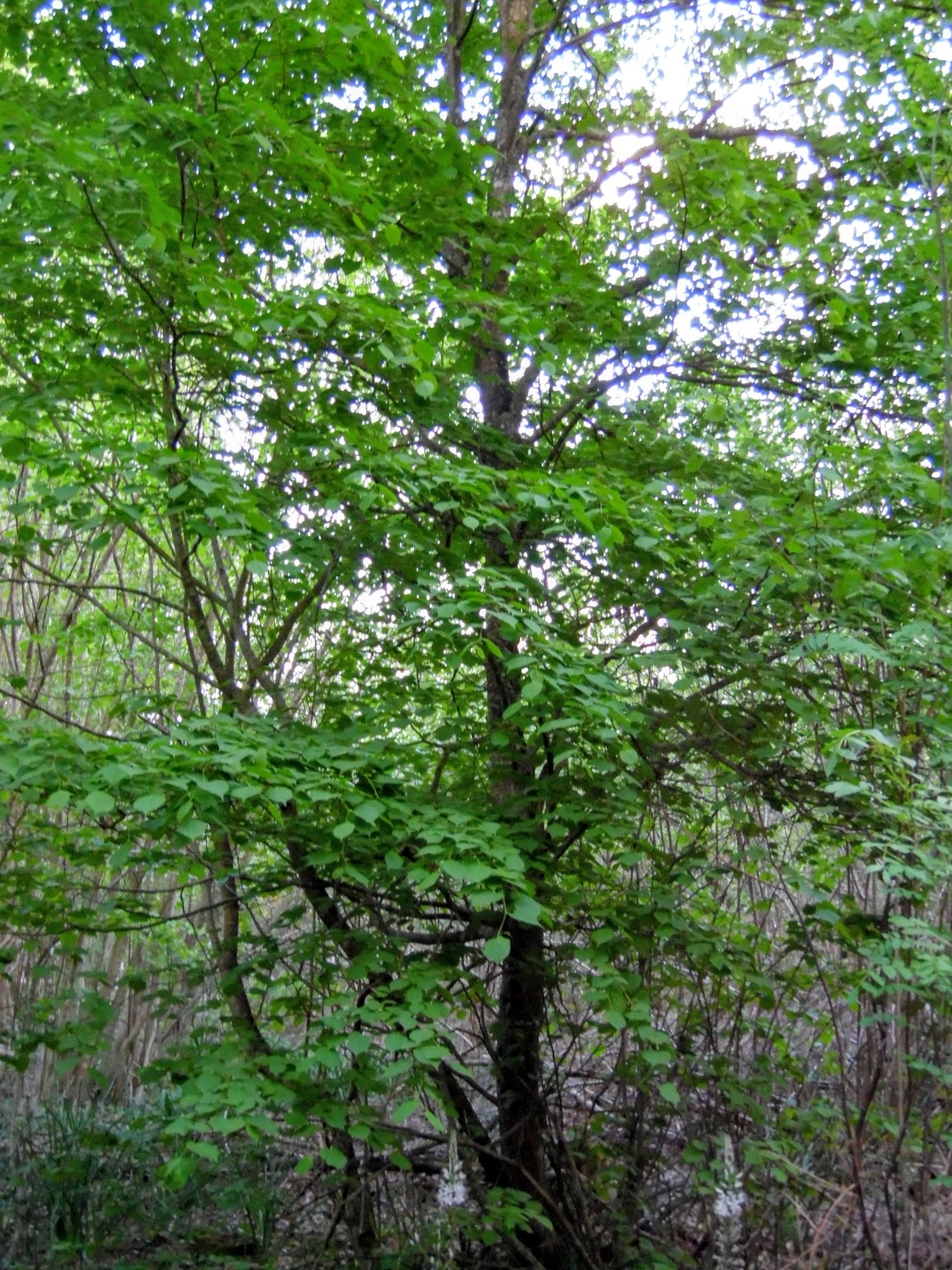
Tilleul à petites feuilles
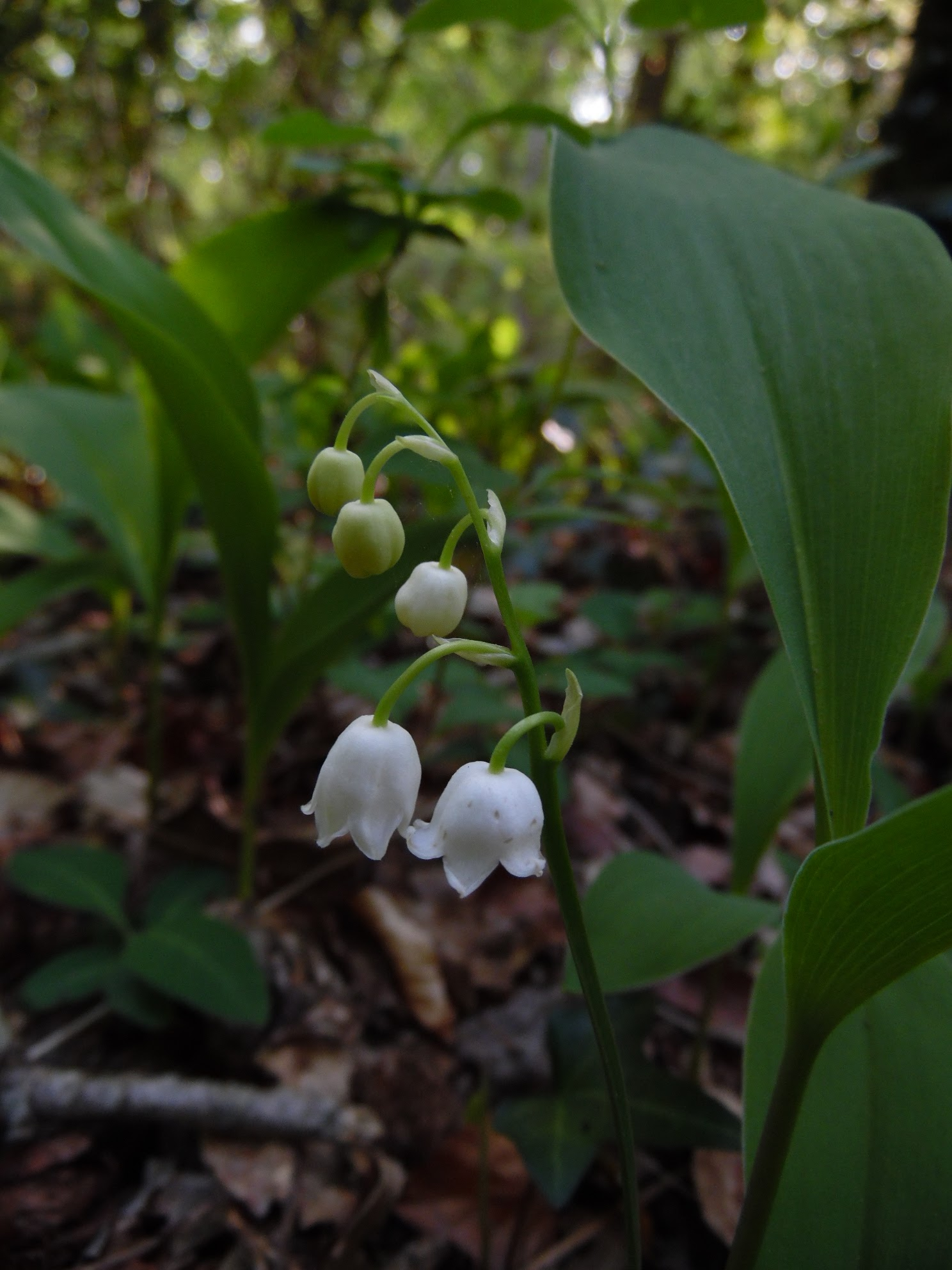
Muguet
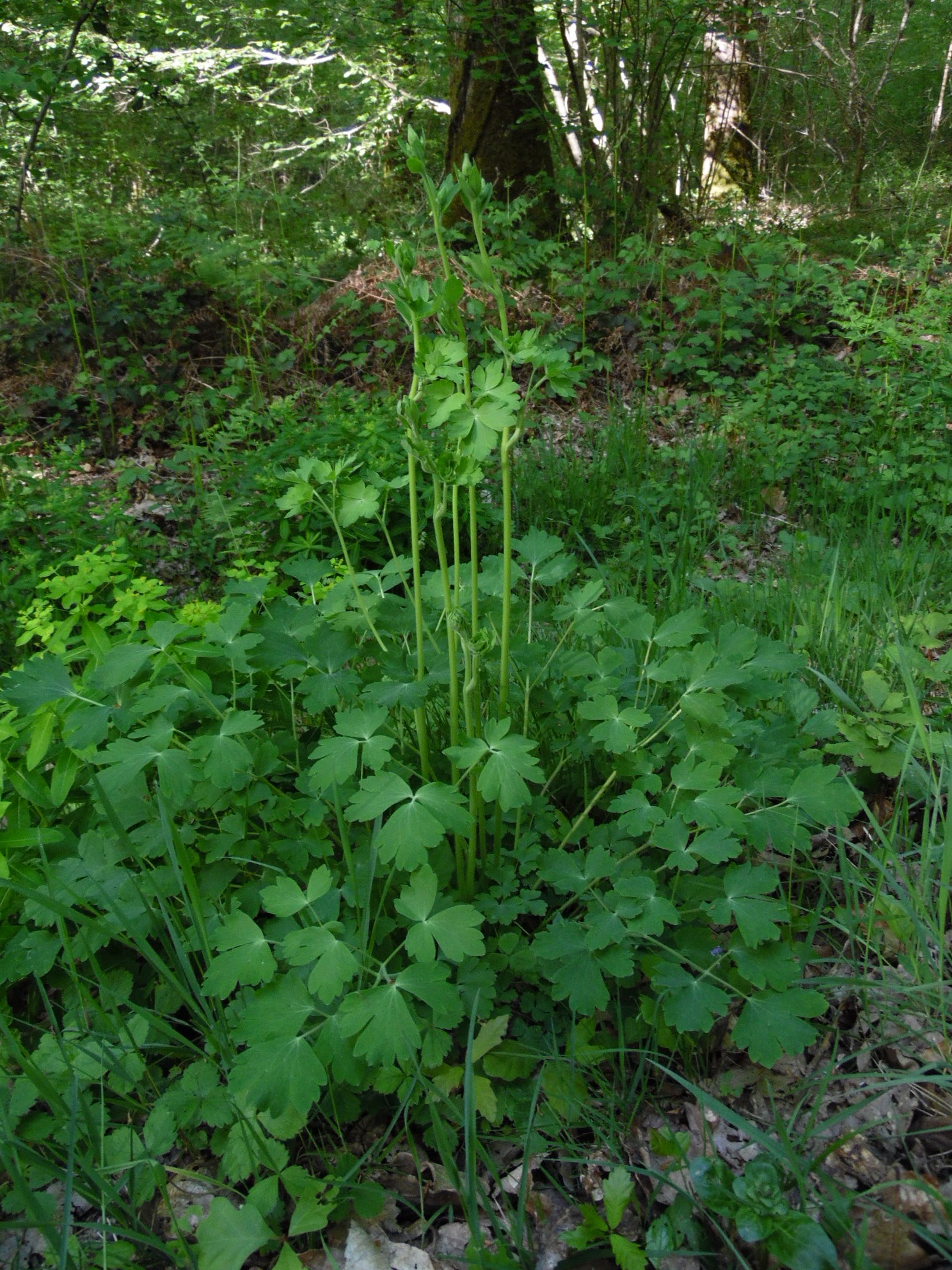
Ancolie commune
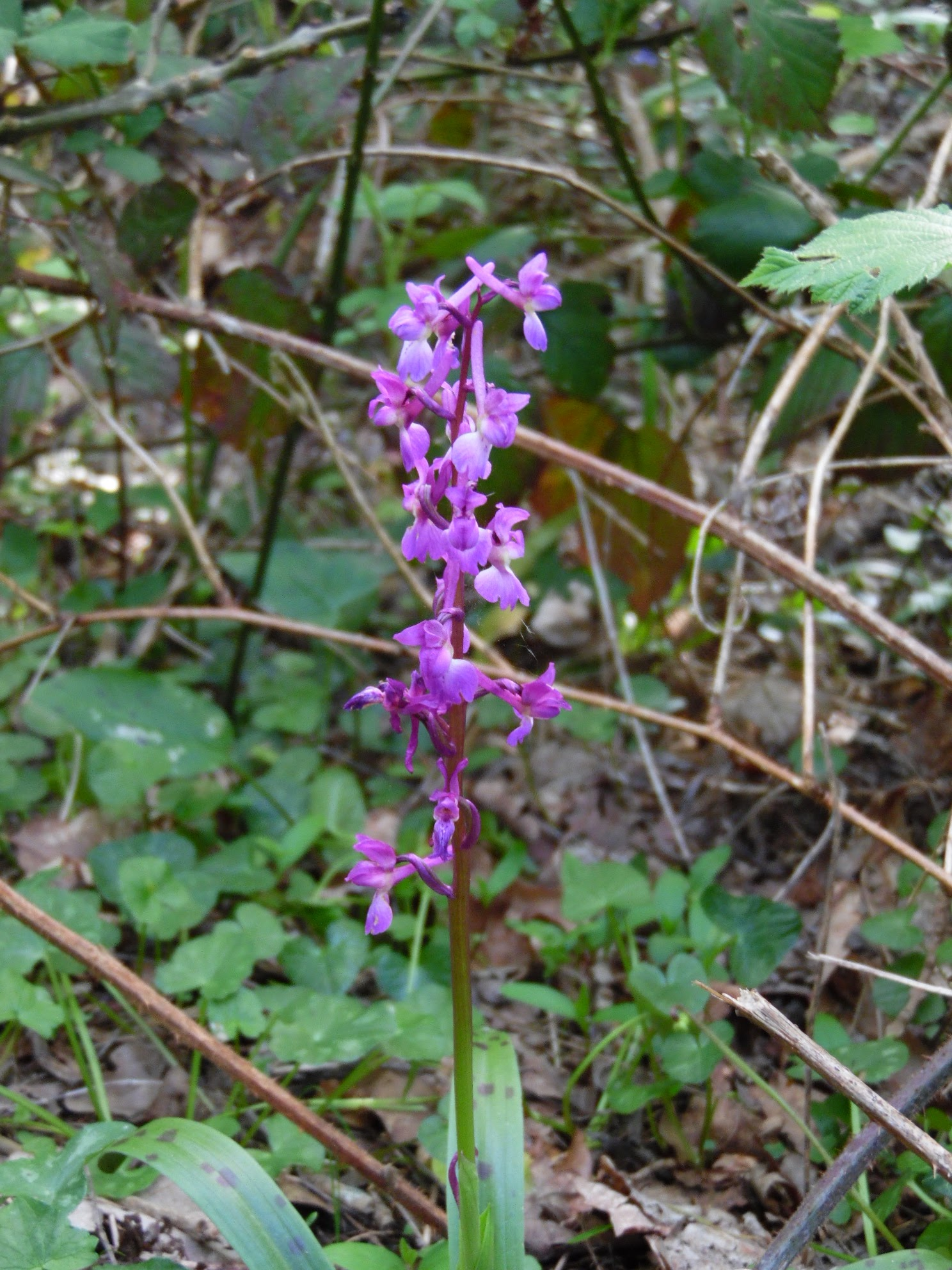
Orchis mâle
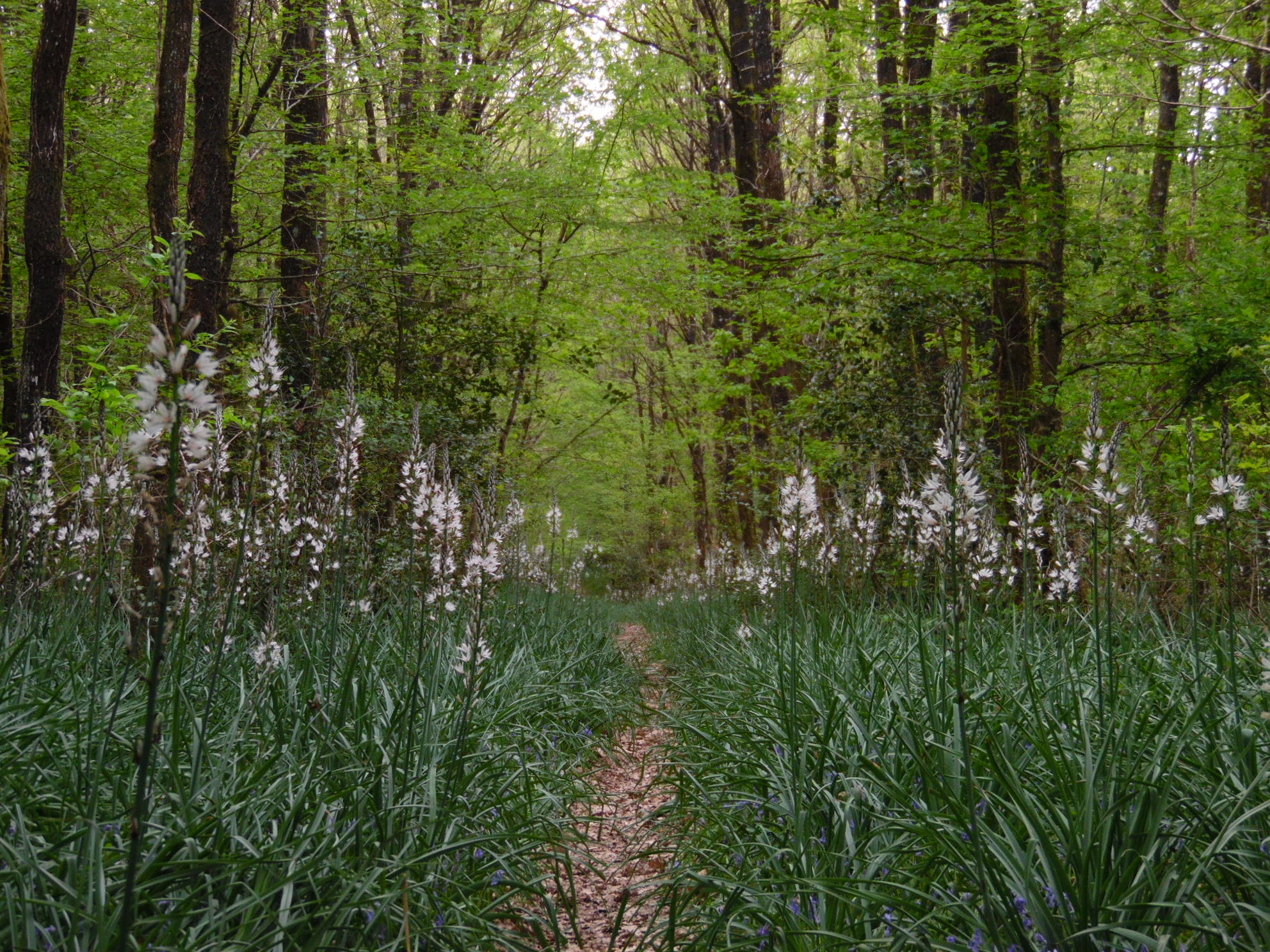
Colonie d'asphodèles blancs
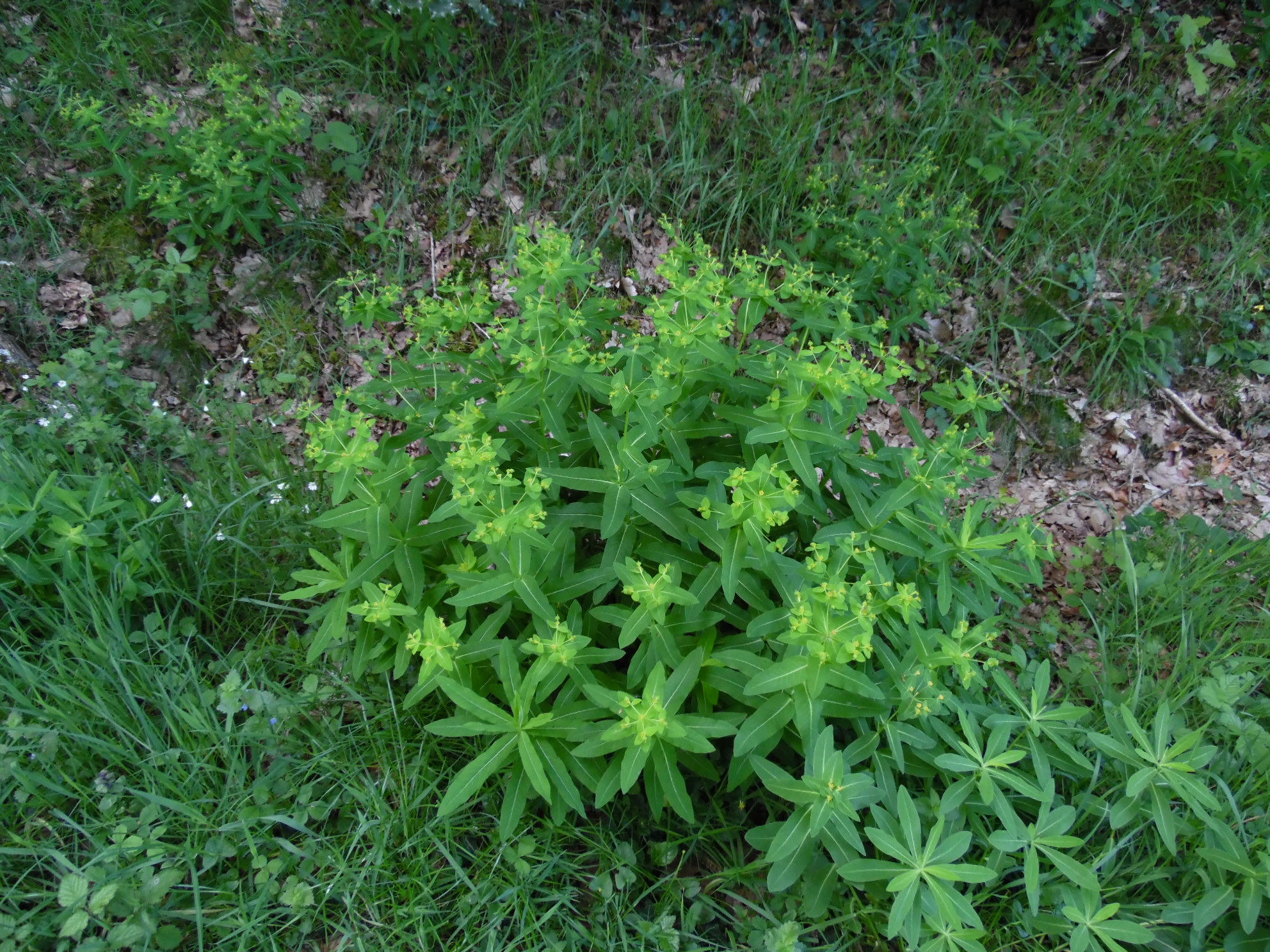
Euphorbe d'Irlande
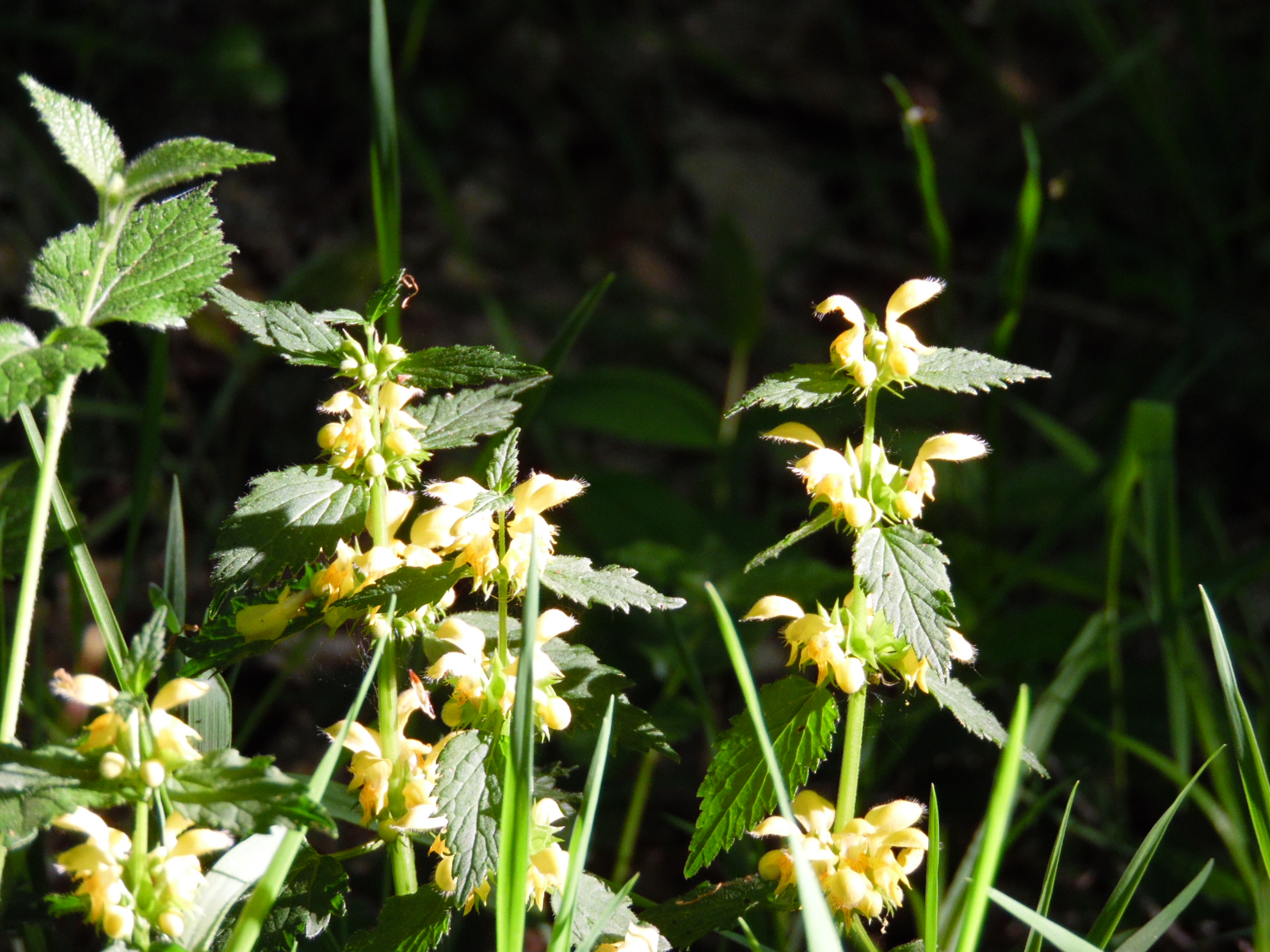
Lamier jaune

La forêt de Mervent-Vouvant abrite de nombreuses espèces animales, dont le cerf est le plus majestueux.

## Lieux remarquables

### Arbres remarquables
- Le Chêne Marinier
- Le Chêne à 5 troncs
- Le Chêne à l'ermite[10]

### Sites de loisirs
- Base de Loisirs de Mervent
- Parc d'attraction de Pierre-Brune
- Natur'Zoo
- La Jamonière (écomusée et étang)
- La Grande Perrure (ferme pédagogique et rétro parc)[10]

### Sites patrimoniaux
- Le Rocher de Pierre Blanche
- Le Pont du Déluge
- Le Pont de Diet
- La Grotte du Père de Montfort
- La Stèle des Martyrs
- Les Barrages (Mervent, Pierre-Brune, et Albert)
- Le Château de la Citardière[10]
- Les vestiges du couvent des Robinières

## Mesures de protection
La forêt de Mervent-Vouvant est classée ZNIEFF (zone naturelle d'intérêt écologique, faunistique et floristique) de type II « grands ensembles naturels riches et peu modifiés, offrant des potentialités biologiques importantes » sous le nom de « Massif forestier de Mervent Vouvant et ses abords », qui comprend partiellement plusieurs ZNIEFF de type I :
- ZNIEFF 520012244 « Bord de la Vendée des Loges à Pissotte - Vallons et tunel adjacents »[11], au sud-ouest de Mervent,
- ZNIEFF 520016259 « Les cosses de Vouvant-Puy de Serre »[12], à l'ouest de Puy-de-Serre,
- ZNIEFF 520012245 « Pont du Déluge - Pierre Brune »[13], au sud de Vouvant,
- et ZNIEFF 520016258 « Pont de la Taillée - La Baugissière »[14], au sud-ouest de Foussais-Payré.

Le massif forestier est également placé en partie (495 hectares situés le long de la vallée de la Vendée) en zone Natura 2000 sur une partie des communes de Foussais-Payré, Mervent, L'Orbrie, Pissotte, Saint-Hilaire-des-Loges, Saint-Michel-le-Cloucq et Xanton-Chassenon.